# Rot an der Rot
Pour les articles homonymes, voir Rot (homonymie).
Rot an der Rot est une commune de Haute-Souabe dans l'arrondissement de Biberach, Bade-Wurtemberg, Allemagne, sur la Route Baroque de Haute-Souabe (Oberschwäbische Barockstraße). La ville s'est développée autour de l'ancienne abbaye impériale des Prémontrés.

## Géographie
La ville est située sur la rivière Rot entre Biberach an der Riß et Memmingen. La municipalité a été restructurée dans le cadre de la réforme du gouvernement local de 1971 à 1975 et comporte trois communautés : Ellwangen, Spindelwag et Haslach.
| Ellwangen | Spindelwag | Haslach |
| --------- | ---------- | ------- |

## Histoire
Rot an der Rot est mentionné pour la première fois, vers 1100, sous l'appellation Rota, dans une donation d'Adelbert von Wolfertschwenden. L'église et l'auberge du village ont probablement formé le centre d'un manoir.
Selon la tradition locale, le monastère fut fondé sous le nom de Mönchroth en 1126 par Hemma von Wildenberg avec la participation active de Norbert de Xanten. Même si la date de fondation est confirmée par les annales de l'abbaye d'Osterhofen-Altenmarkt, également un couvent des Prémontrés, l'implication personnelle de Norbert de Xanten ne peut être définitivement établie. Les premiers moines à s'installer à Rot an der Rot furent des Prémontrés français.
Le monastère devint bientôt très influent à l'échelle nationale. À partir de 1379, sa richesse était importante. En 1803, il a été sécularisé et appartient au comtes de Wartenberg. À partir de 1806, il passe au royaume de Wurtemberg. Dans les années suivantes la ville perdit de son importance. Il faut attendre 1947 pour voir le retour des Prémontrés.
Le 1er juillet 1971 Spindelwag est réuni au village. Le rattachement d'Ellwangen a eu lieu le 1er octobre 1974. La municipalité actuelle est complétée le 1er janvier 1975 par la fusion de Rot an der Rot avec la nouvelle communauté d'Haslach.

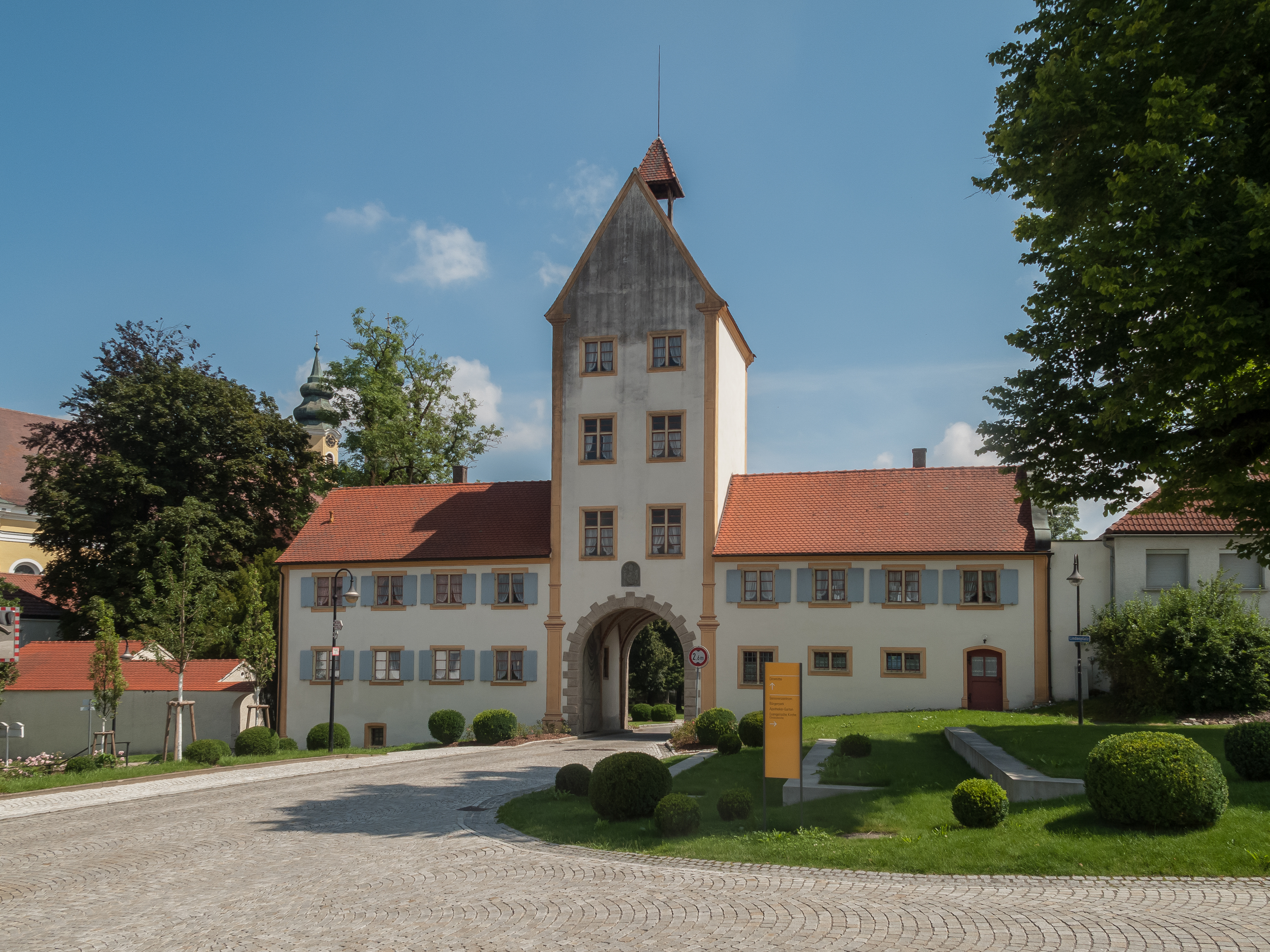
La porte « Oberes Tor » à Rot an der Rot

## Arts et culture
Rot an der Rot est sur la Route baroque de Haute-Souabe. La manifestation majeure est la fête du village (Dorffest) qui accueille chaque année plus de 25 000 visiteurs. Le carnaval (Fasnet) se déroule autour du monastère. Tous les deux ans a lieu le « Baptême des fous » (Narrentaufe).

## Personnalités
Holger Badstuber (né le 13 mars 1989), footballeur allemand y a passé son enfance et a joué pour le TSV Rot an der Rot de 1994 à 2000.